# Ebak
EbAk（エバック、1977年3月13日 - ）は、神奈川県厚木市出身のウクレレ奏者・講師。ロック&メロウをコンセプトに活動する他、DJのVance K率いるVance K Bandでレギュラーゲストとしても参加。

## 人物
中学生の時に拾ってきたアコースティック・ギターを弾き始め、その後同級生とバンドを組みベースを担当。その後転校し転校先でもバンドを組むが、ライブをすることなく中学時代を終わる。高校の学園祭で初ライブ。23歳の時、これからの音楽人生を模索していた頃にウクレレ奏者のIWAOのライブを見て、ウクレレに開眼。IWAOに師事する。
使用しているウクレレは函館のビルダー尾伊端敏のオーダーメイドによる、「ebak Custom」と「ebak Custom II」、「ebak Custom III」があり、「ebak Custom III」をメインでステージやレコーディングに使用している。
バンドスタイルの演奏では、ウクレレをストラップなしで低く構え、その体制で速弾きもこなす奏者である。ストラップなしのきっかけは師匠のIWAOがストラップをしないからであったが、当初は上手く弾けず悩んでいた。それでも頑なに教えを守った後に今の低くかまえる、さながらエレクトリック・ギターを弾くようなウクレレロックスタイルが出来上がった。これは現在ストラップをするのが主流のウクレレシーンにおいて唯一無二の存在である。逆に椅子に座りメローなプレーをすることもあり静と動を自分なりに使い分けている。5人兄弟の4男。

## 経歴
2002年 ウクレレ奏者として活動を開始。2003年 TeraとBare Footを結成。
2006年 コンピレーション・アルバム「More Ukulele Crazy」にBare Footとして参加。Aqairでもベースで参加。町田万象房で隔週土曜日にウクレレ講師を始める。
2011年 Bare Footとして1stアルバム「SUNRISE」を発表。KONISHIKIに誘われKONISHIKI Jammin Bandに参加。全6か所Zeppツアー「KONY ISLAND」ツアーを行う。
2012年iTunesにウクレレソロ音源「Four Strings For Christmas」を配信。
2013年iTunesにウクレレソロでコンピレーション・アルバム『Ukelele Lovesongs From Island』参加、配信。
2014年 ハワイアンシンガーのKaoluと子守唄をコンセプトにしたDuo CD 「Lullabies for voice and ukulele」をリリース。声とウクレレの音のみで構成されている。
2014年 Aloha Breezeシリーズのオムニバスアルバム『Hawaiian LoveStory』、『Afternoon Oceanview』にそれぞれ「Oh! Yeah!(小田和正)」「チャイニーズ・スープ(荒井由実)」で参加。
2015年 小笠原茉由のまーちゅんチャンネル@ニコニコ生動画に出演。
2016年 自身のバンドBare Foot解散。7月17日 1stアルバム『Catch-up Time』を発表。同日に行われたリリースライブは横浜サムズアップのキャパシティ上限の140名動員を記録する。12月3日 初のクリスマスEP「Four Strings for Christmas」を発表。2017年3月11日 40歳バースデーライブを横浜サムズアップで開催。